# Uloborus montifer
Uloborus montifer là một loài nhện trong họ Uloboridae.
Loài này thuộc chi Uloborus. Uloborus montifer được Brian John Marples miêu tả năm 1955.